# 알프레드 킨제이

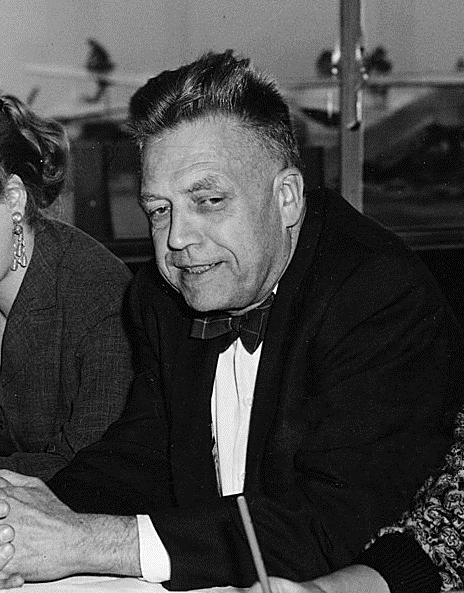

알프레드 찰스 킨제이(Alfred Charles Kinsey, 1894년 6월 23일 ~ 1956년 8월 25일)는 미국의 동물학자이다. 보든 대학교를 졸업하고 인디애나 대학교 동물학 교수를 지냈다. 동 대학 및 록펠러 재단의 지원으로 인간의 성적 행동을 연구하였으며, 동성애에 관한 연구결과를 담은 킨제이 보고서의 저자로 유명하다.